# El Casar de Escalona
El Casar de Escalona és un municipi de la província de Toledo, a la comunitat autònoma de Castella la Manxa.

## Toponímia
El terme "El Casar" significa conjunt de cases que no arriben a formar poble. El qualificatiu "de Escalona" és perquè va formar part de l'antic Ducat d'Escalona. Anteriorment es va denominar "El Casar de Alberche" o bé "Casas del Alberche".

## Demografia
| 1996 | 1998 | 1999 | 2000 | 2001 | 2002  | 2003  | 2004  | 2005  | 2006  | 2007  | 2008  | 2009  | 2010  | 2011  |
| ---- | ---- | ---- | ---- | ---- | ----- | ----- | ----- | ----- | ----- | ----- | ----- | ----- | ----- | ----- |
| 845  | 909  | 921  | 961  | 986  | 1.019 | 1.051 | 1.217 | 1.386 | 1.589 | 1.589 | 2.145 | 2.179 | 2.225 | 2.288 |

## Administració
| Període      | Nom de l'alcalde/-essa        | Partit polític | Data de possessió |
| ------------ | ----------------------------- | -------------- | ----------------- |
| 1979 - 1983  | Reyes Muro Valencia           | AP/PDP/UL      | 19/04/1979        |
| 1983 - 1987  | Miguel Ángel Palencia Esteban | AP/PDP/UL      | 28/05/1983        |
| 1987 - 1991  | Miguel Ángel Palencia Esteban | PP             | 30/06/1987        |
| 1991 - 1995  | Miguel Ángel Palencia Esteban | PP             | 15/06/1991        |
| 1995 - 1999  | Justino Martín Escobar        | PP             | 17/06/1995        |
| 1999 - 2003  | Justino Martín Escobar        | PP             | 03/07/1999        |
| 2003 - 2007  | María Soledad Bermúdez Tejada | PP             | 14/06/2003        |
| 2007 - 2011  | María Soledad Bermúdez Tejada | PP             | 16/06/2007        |
| 2011 - 2015  | Valentín Durán López          | UCIT           | 11/06/2011        |
| 2015 - 2019  | n/d                           | n/d            | 13/06/2015        |
| 2019 - 2023  | n/d                           | n/d            | 15/06/2019        |
| Des del 2023 | n/d                           | n/d            | 17/06/2023        |